# Cranaothus deforgesi
Cranaothus deforgesi is een krabbensoort uit de familie van de Xanthidae. De wetenschappelijke naam van de soort is voor het eerst geldig gepubliceerd in 1993 door Ng.